# Adrien D. Pouliot
Pour les articles homonymes, voir Pouliot.
Ne doit pas être confondu avec Adrien Pouliot.
Adrien D. Pouliot, né le 27 février 1957 à Etobicoke en Ontario, est un avocat de formation, homme d'affaires et homme politique québécois.
Il est le fils de Jean Pouliot, un pionnier de la radiodiffusion, et le petit-fils de l'ingénieur et mathématicien québécois Adrien Pouliot.
Il devient chef du Parti conservateur du Québec en 2013 et dirige ce parti lors des élections de 2014 et de 2018. Il annonce sa démission en octobre 2020 et demeure chef intérimaire du parti jusqu'au 17 avril 2021. Il se positionne actuellement sur la droite de la scène politique au Québec.

## Carrière
De 1980 à 1984, il a pratiqué le droit corporatif et commercial, notamment le droit relatif aux fusions et acquisitions d'entreprises ainsi qu'au financement public-privé, au sein du cabinet Ogilvy Renault à Montréal.
En 1984, il se joint à CFCF, une entreprise familiale œuvrant dans le domaine de la radiodiffusion, à titre d'adjoint au président. En 1986, l'entreprise sera cotée en bourse et il obtiendra une licence pour ouvrir Télévision Quatre Saisons. En 1987, il devient président de la station CFCF-12 puis président de CFCF Inc. en 1991. L'entreprise a évolué sous sa présidence jusqu'à devenir le quatrième plus important télé-distributeur au Canada avec plus de 425000 abonnés et près de 1 200 employés, avant d’être vendue à Vidéotron en 1996 pour 687 millions de dollars. Il a assumé la transition de l'entreprise jusqu'en 1997.
En octobre 1999, il acquiert 75 % des actions de Entourage Solutions technologiques, une entreprise de services techniques spécialisée dans l'installation et l'entretien de réseaux et d'équipement de télécommunications et informatiques. Pendant les 6 années où il en a été l'actionnaire majoritaire, l'entreprise a doublé ses revenus et sa rentabilité a été multipliée par 20. En 2005, Bell Canada a racheté ses parts de l'entreprise.

## Engagement politique

### Action démocratique du Québec
En 2011, l'Action démocratique du Québec le recrute comme vice-président de la commission politique.
Lors de la campagne pour la fusion de l'ADQ dans la Coalition avenir Québec, Adrien Pouliot s'est prononcé contre la fusion publiquement et a participé à une tournée du Québec dans le but de convaincre les membres de l'ADQ de rejeter la fusion avec le président de la commission politique de l'ADQ, Claude Garcia. 
Déçu de la fusion, Adrien Pouliot ne se joindra pas à la Coalition avenir Québec et se déclarera publiquement comme "orphelin politique".

### Course à la chefferie duParti conservateur du Québecde 2013
À la suite des élections générales québécoises de 2012, où le parti a obtenu 0,18 % des suffrages exprimés, Luc Harvey démissionne de son poste de chef et une course à la chefferie est organisée.
Après la fusion de l'Action démocratique du Québec dans la Coalition avenir Québec, après plusieurs mois de réflexion, et après avoir considéré se présenter à la chefferie du Parti libéral du Québec dans le but de pousser ce parti vers la droite dans les dossiers économiques, M. Pouliot a décidé en janvier 2013 de se présenter à la chefferie du Parti conservateur du Québec.
Après le retrait de la candidature de l'autre candidat, Daniel Brisson, le 23 février 2013, lors du Conseil Général du parti, Adrien D. Pouliot est assermenté chef du Parti conservateur du Québec,.

### Refonte de la plateforme de parti
Lors du Congrès National d'octobre 2013, les membres adoptent une nouvelle plateforme officielle pour le parti  sous le verbatim de la « Boussole idéologique », :
- Droits et libertés individuelles ;
- Responsabilité personnelle ;
- Économie de marché ;
- Un État plus petit au service des Québécois et des Québécoises ;
- Des Québécois confiants de réussir dans le Canada et dans le Monde.

### Démission du poste de chef du PCQ
Le 16 octobre 2020, le parti annonce sur sa page Facebook la démission d'Adrien Pouliot et la tenue d'une course à la chefferie. Adrien Pouliot assure lui-même l'intérim jusqu'à la nomination d'un nouveau chef.

### Résultats électoraux
|                                                                                               | Nom                               | Parti            | Nombre de voix | %      | Maj.  |
| --------------------------------------------------------------------------------------------- | --------------------------------- | ---------------- | -------------- | ------ | ----- |
|                                                                                               | Raymond Bernier                   | Libéral          | 17 113         | 40,4 % | 2 790 |
|                                                                                               | Michelyne C. St-Laurent (sortant) | Coalition avenir | 14 323         | 33,8 % | -     |
|                                                                                               | Michel Guimond                    | Parti québécois  | 7 242          | 17,1 % | -     |
|                                                                                               | Jean-Pierre Duchesneau            | Québec solidaire | 1 981          | 4,7 %  | -     |
|                                                                                               | Adrien D. Pouliot                 | Conservateur     | 1 015          | 2,4 %  | -     |
|                                                                                               | Marielle Parent                   | Vert             | 407            | 1 %    | -     |
|                                                                                               | Jean Bouchard                     | Option nationale | 255            | 0,6 %  | -     |
| Total                                                                                         | Total                             | Total            | 42 336         | 100 %  |       |
| Le taux de participation lors de l'élection était de 76,5 % et 476 bulletins ont été rejetés. |                                   |                  |                |        |       |

#### Élections partielles sous la41elegislature (2014-2018)
|                                                                                               | Nom                      | Parti                        | Nombre de voix | %      | Maj.  |
| --------------------------------------------------------------------------------------------- | ------------------------ | ---------------------------- | -------------- | ------ | ----- |
|                                                                                               | François Paradis         | Coalition avenir             | 10 110         | 46,8 % | 3 096 |
|                                                                                               | Janet Jones              | Libéral                      | 7 014          | 32,5 % | -     |
|                                                                                               | Alexandre Bégin          | Parti québécois              | 1 788          | 8,3 %  | -     |
|                                                                                               | Yv Bonnier Viger         | Québec solidaire             | 1 654          | 7,7 %  | -     |
|                                                                                               | Adrien D. Pouliot        | Conservateur                 | 503            | 2,3 %  | -     |
|                                                                                               | Alex Tyrrell             | Vert                         | 238            | 1,1 %  | -     |
|                                                                                               | François Thériault       | Option nationale             | 168            | 0,8 %  | -     |
|                                                                                               | Maxime Lapointe          | Indépendant                  | 60             | 0,3 %  | -     |
|                                                                                               | Daniel Lachance          | Unité nationale              | 30             | 0,1 %  | -     |
|                                                                                               | Grégoire Bonneau-Fortier | Parti indépendantiste (2008) | 27             | 0,1 %  | -     |
|                                                                                               | Guy Boivin               | Équipe autonomiste           | 13             | 0,1 %  | -     |
| Total                                                                                         | Total                    | Total                        | 21 605         | 100 %  |       |
| Le taux de participation lors de l'élection était de 46,3 % et 165 bulletins ont été rejetés. |                          |                              |                |        |       |

|                                                                                               | Nom                 | Parti                | Nombre de voix | %      | Maj.  |
| --------------------------------------------------------------------------------------------- | ------------------- | -------------------- | -------------- | ------ | ----- |
|                                                                                               | Véronyque Tremblay  | Libéral              | 10 330         | 41,3 % | 1 938 |
|                                                                                               | Jocelyne Cazin      | Coalition avenir     | 8 392          | 33,6 % | -     |
|                                                                                               | Sébastien Couture   | Parti québécois      | 3 844          | 15,4 % | -     |
|                                                                                               | Adrien D. Pouliot   | Conservateur         | 1 239          | 5 %    | -     |
|                                                                                               | Marjolaine Bouchard | Québec solidaire     | 863            | 3,5 %  | -     |
|                                                                                               | Frank Malenfant     | Parti des sans parti | 171            | 0,7 %  | -     |
|                                                                                               | Stéphanie Grimard   | Option nationale     | 125            | 0,5 %  | -     |
|                                                                                               | Manuel Mathieu      | Équipe autonomiste   | 34             | 0,1 %  | -     |
| Total                                                                                         | Total               | Total                | 24 998         | 100 %  |       |
| Le taux de participation lors de l'élection était de 43,1 % et 219 bulletins ont été rejetés. |                     |                      |                |        |       |

|                                                                                               | Nom                           | Parti            | Nombre de voix | %      | Maj.  |
| --------------------------------------------------------------------------------------------- | ----------------------------- | ---------------- | -------------- | ------ | ----- |
|                                                                                               | Sylvain Lévesque              | Coalition avenir | 18 424         | 47,1 % | 9 627 |
|                                                                                               | Véronyque Tremblay (sortante) | Libéral          | 8 797          | 22,5 % | -     |
|                                                                                               | Francis Lajoie                | Québec solidaire | 4 052          | 10,4 % | -     |
|                                                                                               | Jonathan Gagnon               | Parti québécois  | 3 603          | 9,2 %  | -     |
|                                                                                               | Adrien D. Pouliot             | Conservateur     | 3 371          | 8,6 %  | -     |
|                                                                                               | Sabir Isufi                   | Vert             | 613            | 1,6 %  | -     |
|                                                                                               | Mona Belleau                  | NPD Québec       | 286            | 0,7 %  | -     |
| Total                                                                                         | Total                         | Total            | 39 146         | 100 %  |       |
| Le taux de participation lors de l'élection était de 70,8 % et 787 bulletins ont été rejetés. |                               |                  |                |        |       |

## Publications
- Des idées pour débloquer le Québec, Éditions Accent grave, 223 p.  (ISBN 9782924151150)[16].